# Cabo Ventė
El cabo Ventė (en lituano: Ventės ragas, a veces se denomina península Ventė, en alemán: Windenburger Eck) es un promontorio en el delta del Nemunas, ubicado en el distrito de Šilutė, en el país europeo de Lituania. Se le conoce como un lugar de descanso para muchas aves durante sus migraciones, en particular en la migración de otoño. Una de las primeras estaciones de anidamiento de aves en Europa, todavía en funcionamiento, fue inaugurada aquí por Tadas Ivanauskas en 1929.
El Cabo, estando en el territorio de Memel anteriormente, formó parte de Alemania hasta 1919. Los caballeros teutónicos construyern un castillo, pero ya no existe. Hay un faro de 11 metros de altura, construido en 1863 durante el período de dominio de Prusia, aunque actualmente no está en uso.